# Tørring (Randers Kommune)
 For alternative betydninger, se Tørring (flertydig). (Se også artikler, som begynder med Tørring)
Tørring er en lille landsby i Øster Tørslev Sogn, Østjylland, ca. 20 kilometer nordøst for Randers. Fra næsten alle steder i landsbyen, er der udsigt til Randers Fjord, som ligger lidt udenfor byen. Tørring er beliggende i Randers Kommune, og hører til Region Midtjylland.

## Historie
Tørring landsby bestod i 1682 af 13 gårde og 3 huse med jord. Det samlede dyrkede areal omfattede 422,7 tønder land skyldsat til 97,20 tønder hartkorn. Dyrkningsformen var græsmarksbrug med tægter.

## Erhvervsliv m.m.
Byen har tidligere haft egen købmand, smed og skole. Selvom de fleste af landsbyens beboere i dag arbejder udenbys, har byen stadigvæk et internt erhvervsliv, der bl.a. tæller flere gårde med produktion af svin og kvæg, men også produktion af såkaldte naturlegepladser, samt møbler.
Tørring er også kendt for sin rideskole med sine tilbud inden for handicapridning.